# All In – Pokerface
All In – Pokerface ist ein US-amerikanischer Kriminalfilm von Nick Vallelonga aus dem Jahr 2006.

## Handlung
Seal Anderson ist ein Spieler durch und durch. Im Pokerspiel Texas Hold’em macht ihm so schnell niemand etwas vor. Seine zehnjährige Tochter Alicia, die er nur Ace nennt, lernt wissbegierig das Pokerspielen von ihrem Vater. Seine gottesfürchtige Ehefrau Alice hingegen hält von seiner Art Geld zu verdienen überhaupt nichts und wirft ihn eines Tages hinaus. Einige Zeit später ereilt Alice und Ace die schreckliche Nachricht, dass Seal bei einem Autounfall tödlich verletzt wurde.
15 Jahre später hat Ace von einer Stiftung ein Stipendium für ihr Medizinstudium erhalten und verlässt ihre Mutter, die davon nicht begeistert ist. Auf dem Campus lernt sie den strengen und willkürlichen Dr. Pennington kennen, der künftig für sie und ihre Kommilitonen zuständig ist. Schnell hat sie Kontakt zu Barrett, Jasmine, Katie, Pete und Jake, mit denen sie sehr viel Zeit verbringt. Eines Tages beschließen sie, durch Poker ihr Studium zu finanzieren. Da jeder eine spezielle Fähigkeit hat, stehen die Chancen auf Erfolg sehr gut. Ace wird als Spielerin auserkoren, während die anderen beispielsweise die Körpersprache der Gegenspieler oder deren Setzverhalten studieren.
Der erste kleinere Versuch verläuft äußerst erfolgreich, so dass sie sich dazu entscheiden, am Qualifikationsturnier zu einem mit fünf Millionen Dollar dotierten All-In-Turnier teilzunehmen. Zwischenzeitlich deckt Ace einen Krankenhausskandal auf, in den auch Dr. Pennington involviert ist. Von den illegalen Einwanderern, die dringend operiert werden müssen, fordern Ärzte horrende Summen, sonst wird die Behandlung verwehrt.
Beim Qualifikationsturnier, in dem es um die Teilnahme im Wert von 10.000 Dollar für das Hauptturnier geht, sitzt sie mit Caps, einem alten Pokerfreund ihres Vaters, am Tisch und verliert gegen ihn. Da jedoch Caps bereits eine Teilnahme sicher hat, schenkt er ihr die soeben gewonnene. Beim Hauptturnier entdeckt sie an ihrem Tisch plötzlich ihren Vater. Völlig verwirrt stürmt sie nach draußen. Doch sie kehrt voller Wut zurück. Nach anfänglicher Pechsträhne und riskantem Spiel kann sie das Blatt wenden und qualifiziert sich wie ihr Vater und Caps für den Finaltisch. In der Pause erklärt ihr Seal, dass der Tod aufgrund hoher Schulden nur fingiert war, um an die Lebensversicherungssumme zu kommen. Er hat die ganzen Jahre im Verborgenen dafür gesorgt, dass es ihr gut geht. Auch hinter ihrem Stipendium steckt ihr Vater. Bevor sie an den Tisch zurückkehren, warnt Seal sie vor einem Spieler namens Doktor, der nicht einzuschätzen ist.
Am Tisch stellt Ace überrascht fest, dass es sich um Dr. Pennington handelt. Nachdem nur noch ihr Vater, Dr. Pennington und sie selbst am Tisch sitzen, nimmt Ace auch den Doktor vom Tisch. Der wird beim Verlassen des Gebäudes sofort festgenommen. Im Heads-Up spielt Ace ihren Vater an die Wand, der sie anscheinend auch gewinnen lassen will. Obwohl er einen Straight Flush, die zweitbeste mögliche Pokerhand, hält, wirft er weg. Somit gewinnen Ace und ihre Freunde die fünf Millionen Dollar. Seal und Ace versöhnen sich außerhalb des Casinos. Zusätzlich stellt sich heraus, dass Caps und Seal auf den Turniersieg von Ace gewettet haben und nun ebenfalls einen sehr großen Betrag gewonnen haben.

## Kritik
„Fahrig inszenierter Kriminalfilm mit einer überforderten Hauptdarstellerin, überzogenen Nebenhandlungen und unglaubwürdigen Poker-Partien.“